# چهارطاقی باقر صدر
بقایای چهار طاقی باقر صدر مربوط به دوره ساسانیان است و در آبدانان، ابتدای محله شهید باقر صدر، شمال رودخانه، ۱ کیلومتری جنوب قله هزار در واقع شده و این اثر در تاریخ ۲۶ اسفند ۱۳۸۷ با شمارهٔ ثبت ۲۶۰۱۸ به‌عنوان یکی از آثار ملی ایران به ثبت رسیده است.